# UEFAチャンピオンズリーグ 1998-99 決勝
UEFAチャンピオンズリーグ 1998-99 決勝は、UEFAチャンピオンズリーグ 1998-99の決勝戦であり、44回目のUEFAチャンピオンズリーグの決勝戦である。1999年5月26日にスペイン・バルセロナのカンプ・ノウで行われ、マンチェスター・ユナイテッドが31年ぶり2回目の優勝を果たした。
マンチェスター・ユナイテッドが後半アディショナルタイムの2ゴールでバイエルン・ミュンヘンに逆転勝利しプレミアリーグ、FAカップと合わせてトレブルを達成したその劇的な試合内容から「カンプ・ノウの奇跡」もしくは「カンプ・ノウの悲劇」として知られる。

## 概要
決勝戦はカンプ・ノウを舞台にイングランドのマンチェスター・ユナイテッドとドイツのバイエルン・ミュンヘンで行われた。マンチェスター・ユナイテッドはFAプレミアリーグと、この試合の4日前にFAカップを獲得し、欧州史上4チーム目となる三冠（トレブル）を目指していたが、中盤の要である主将のロイ・キーンとポール・スコールズを出場停止で欠いており、厳しい戦いになるとみられていた。一方、グループリーグ同組でユナイテッドとホーム、アウェイの2試合とも引き分けていたバイエルンは試合巧者で国内リーグでも独走しておりビセンテ・リザラズ、エウベルを欠いていたが欧州王者を射程内に捉えていた。

## 試合

### 概要
試合の序盤は緩やかな立ち上がり。中盤の要の二人を欠き、本来は右サイドのデビッド・ベッカムを中盤の底に、左サイドのライアン・ギグスを右サイドに配置するという苦肉の布陣のユナイテッドはボールを支配できず、次第にバイエルンペースになっていく。前半6分にFKからマリオ・バスラーが直接ゴールを決め、あっさりとバイエルンが先制する。巻き返そうとするユナイテッドだが本来のポジションではないギグスとベッカムの影響やバイエルンの効果的な守備によってドワイト・ヨークとアンディ・コールに良いボールを供給出来ない。前半はそのまま膠着状態のまま終了。
後半に入ってもバイエルンが終始優勢でユナイテッドは明らかにキーンとスコールズの二人を欠いた影響が出ていた。バランスの悪いユナイテッドとは対照的にバイエルンは堅実な守備から攻撃へと移り再三ゴールを脅かす。メーメット・ショルのチップキックはゴールポストに、カルステン・ヤンカーのオーバヘッドはバーに阻まれた。しかしユナイテッドも次第に糸口を見出しつつあった。猛攻にさらされながらベッカムとギグスを本来の位置に置き、テディ・シェリンガムとオーレ・グンナー・スールシャールを立て続けに投入。
試合終了が近づくにつれ、ユナイテッドは攻勢に転じていった。何度かチャンスを作るもののバイエルンの堅いディフェンスを崩せず、バスラー、ローター・マテウスを下げ、いよいよバイエルン優勝へのカウントダウンが始まろうとしていた。そして90分、ベッカムがドリブルで仕掛けCKを得る。ユナイテッドはGKのピーター・シュマイケルまでもが攻め上がってきていた。一度はクリアされたボールをギグスが拾いシュートを放ち、そのこぼれ球をシェリンガムが押し込み土壇場で同点に追いついた。
この同点劇にピッチから下がったマテウスを始めとするバイエルンの選手、サポーターが呆然とする中、さらに攻めたユナイテッドはまたしてもCKを得る。ベッカムのCKをシェリンガムがヘディングで叩き、それをスールシャールが右足で合わせ勝ち越しとなるゴールを決めた。

### 詳細
| 1999年5月26日 20:45 CEST |

| マンチェスター・ユナイテッド                | 2 – 1  | バイエルン・ミュンヘン |
| シェリンガム 90+1分 · スールシャール 90+3分 | Report | バスラー 6分           |

| カンプ・ノウ, バルセロナ 観客数: 90,245人 主審: ピエルルイジ・コッリーナ |

| GK                       | 1  | ピーター・シュマイケル           |  |      |
| RB                       | 2  | ガリー・ネヴィル                 |  |      |
| CB                       | 5  | ロニー・ヨンセン                 |  |      |
| CB                       | 6  | ヤープ・スタム                   |  |      |
| LB                       | 3  | デニス・アーウィン               |  |      |
| RM                       | 11 | ライアン・ギグス                 |  |      |
| CM                       | 7  | デビッド・ベッカム               |  |      |
| CM                       | 8  | ニッキー・バット                 |  |      |
| LM                       | 15 | イェスパー・ブロムクヴィスト     |  | 67分 |
| CF                       | 19 | ドワイト・ヨーク                 |  |      |
| CF                       | 9  | アンディ・コール                 |  | 81分 |
| サブメンバー             |    |                                  |  |      |
| GK                       | 17 | レイモント・ファン・デル・ハウヴ |  |      |
| DF                       | 4  | デイヴィッド・メイ               |  |      |
| DF                       | 12 | フィリップ・ネヴィル             |  |      |
| DF                       | 30 | ウェズ・ブラウン                 |  |      |
| MF                       | 34 | ジョナサン・グリーニング         |  |      |
| FW                       | 10 | テディ・シェリンガム             |  | 67分 |
| FW                       | 20 | オーレ・グンナー・スールシャール |  | 81分 |
| 監督                     |    |                                  |  |      |
| アレックス・ファーガソン |    |                                  |  |      |

| GK                         | 1  | オリバー・カーン               |      |      |
| SW                         | 10 | ローター・マテウス             |      | 80分 |
| RB                         | 2  | マルクス・バッベル             |      |      |
| CB                         | 25 | トーマス・リンケ               |      |      |
| CB                         | 4  | サミュエル・クフォー           |      |      |
| LB                         | 18 | ミヒャエル・タルナト           |      |      |
| CM                         | 11 | シュテファン・エッフェンベルク | 60分 |      |
| CM                         | 16 | イェンス・イェレミース         |      |      |
| RF                         | 14 | マリオ・バスラー               |      | 87分 |
| CF                         | 19 | カルステン・ヤンカー           |      |      |
| LF                         | 21 | アレクサンダー・ツィックラー   |      | 71分 |
| サブメンバー               |    |                                |      |      |
| GK                         | 22 | ベルント・ドレハー             |      |      |
| DF                         | 5  | トーマス・ヘルマー             |      |      |
| MF                         | 7  | メーメット・ショル             |      | 71分 |
| MF                         | 8  | トーマス・シュトルンツ         |      |      |
| MF                         | 17 | トルステン・フィンク           |      | 80分 |
| MF                         | 20 | ハサン・サリハミジッチ         |      | 87分 |
| FW                         | 24 | アリ・ダエイ                   |      |      |
| 監督                       |    |                                |      |      |
| オットマー・ヒッツフェルト |    |                                |      |      |

## エピソード
1958年、チャンピオンズカップ（1957-58シーズン）にイングランド代表として初めて参戦したマンチェスター・ユナイテッドは、移動中にミュンヘンで発生した航空機事故によってダンカン・エドワーズら主力選手の多数を失う悲劇に見舞われた（ミュンヘンの悲劇）。この試合が行われた5月26日は奇しくも、ミュンヘンの悲劇を生き延びて長らくユナイテッドの監督を務めた故マット・バスビーの90回目の誕生日だった。
監督のファーガソンは、これまでの功績と三冠を達成したことで、同年7月にエリザベス2世女王からサーの称号を授与された。
この出来事から20年後の2019年にはマンチェスターユナイテッドのユニフォームに記念のデザインが施されている。